# Bain de mer

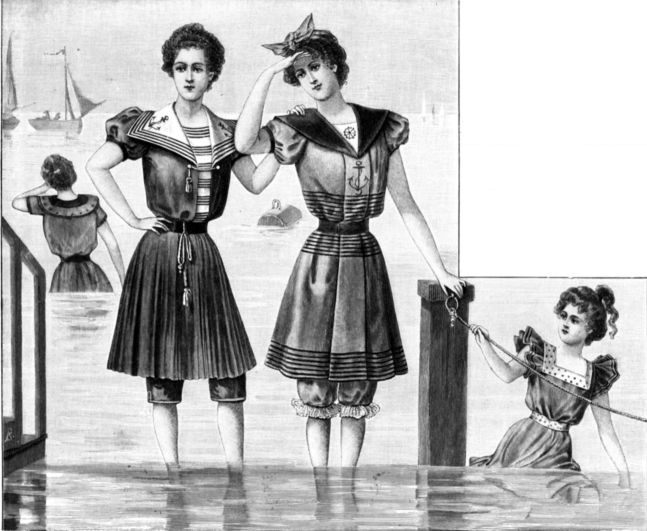
Costumes de bains de mer en 1898.

Jeunes filles prêtes à se baigner en 1898 (carte postale).

Un bain de mer est une activité généralement pratiquée sur une plage bordant une mer et consistant à s'immerger, totalement ou en partie, par plaisir, pour pratiquer la natation, ou pour les bienfaits supposés pour la santé.

## Histoire

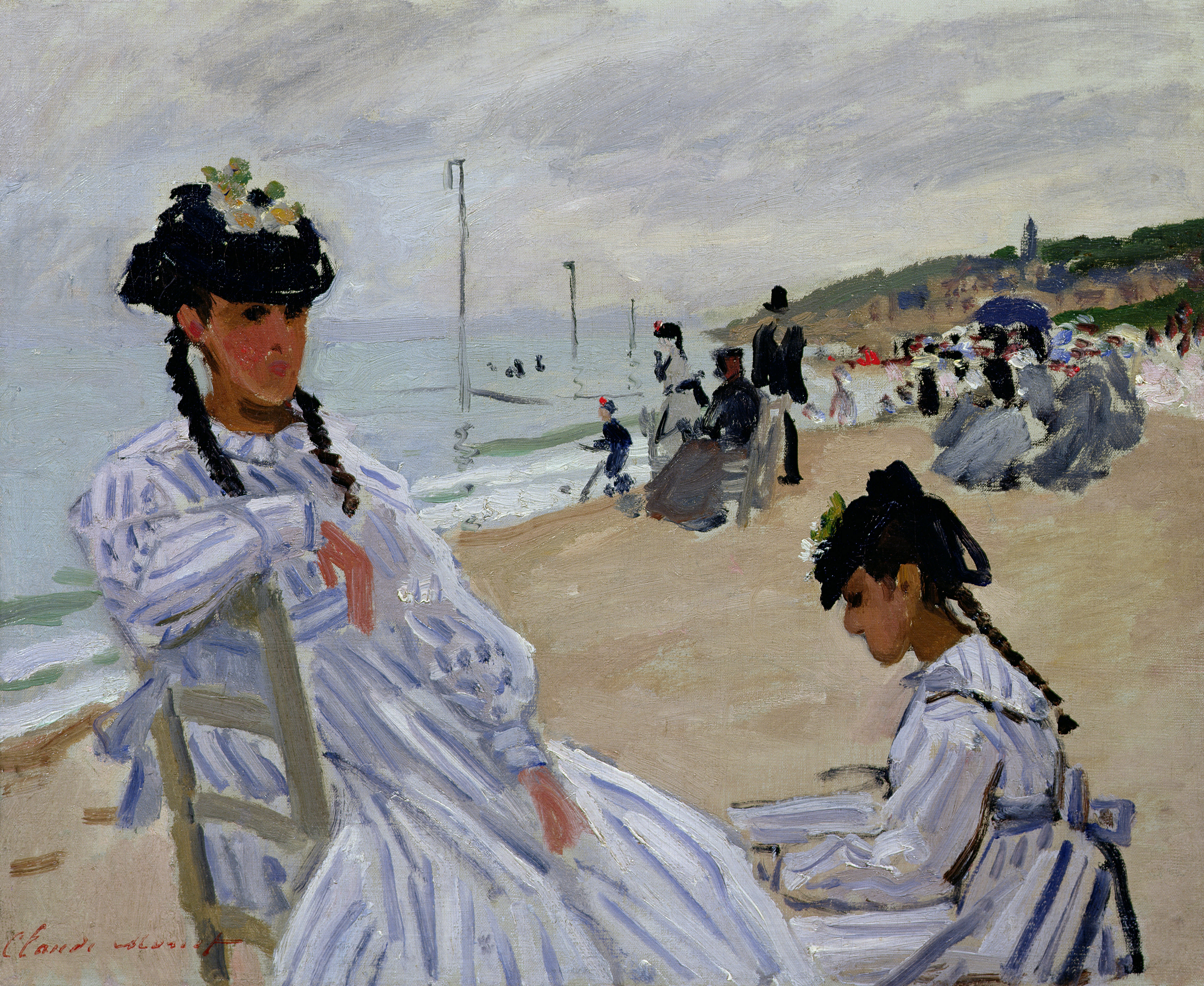
En France jusqu'au milieu du XIXe, des piquets limitent les espaces des bains de mer réservés aux hommes et aux femmes afin de préserver la pudeur (Sur la plage à Trouville, Claude Monet, 1870-1871).

L'usage curatif des bains de mer est attesté dès le XIVe siècle. Des personnes mordues par une bête enragée reçoivent comme médication sur la plaie une cautérisation au fer rouge puis sont envoyées faire un bain de mer.
La mode des bains de mer naît en Angleterre à la fin du XVIIe siècle à une époque où la baignade sur prescription médicale se développe comme une opération commerciale. Elle prend son essor au XVIIIe siècle le long des littoraux anglais et gallois, en même temps que la révolution industrielle qui favorise l'intensification des loisirs et des voyages, les classes aisées effectuant des migrations saisonnières vers la côte  et la mer qui n'est plus redoutée mais désormais vue comme attrayante et excitante. En 1753, le docteur Richard Russell publie Les effets des bains de mer sur les glandes, conseillant de boire l'eau de mer et s'y baigner pour des raisons médicales mais aussi religieuses. Il raisonnait ainsi : Dieu est bon mais a créé le mal, les maladies, il a donc dû placer dans la nature le remède au mal. Le plus grand réservoir des forces naturelles étant la mer, celle-ci doit être le plus puissant des remèdes. Cette pratique est popularisée par l'ouvrage Médecine domestique du médecin William Buchan publié en 1789. Convaincu par cette théorie, le prince de Galles se rend à Brighton en 1783 pour soutenir l'ouverture du premier établissement de bains dans l'histoire. Les médecins français reprennent l'idée et dès 1769, Maret publie son « mémoire sur la manière d'agir des bains de mer et leurs usages vivifiants » contre les rhumatismes notamment.

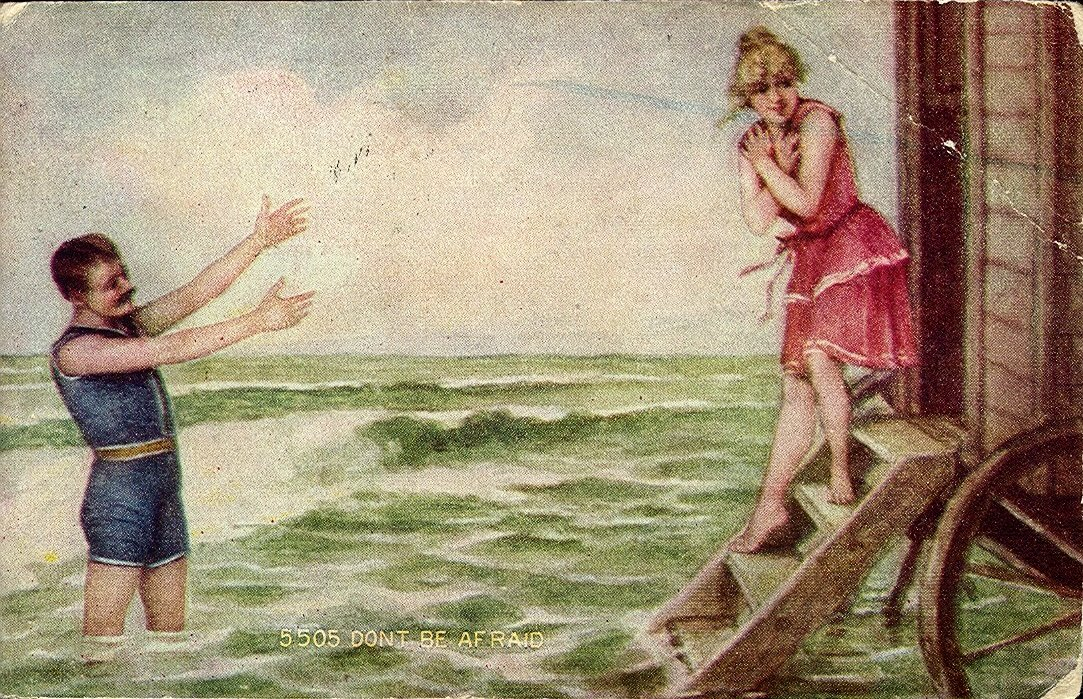
Femme descendant d'une roulotte de bain, 1910.

La vogue des bains de mer à but thérapeutique atteint la France à la fin du XVIIIe siècle : en 1785, Cléry de Bécourt fonde à Boulogne-sur-Mer le plus ancien établissement français de bains de mer chauds. En 1812, M. de Paris fonde un petit établissement de bains à Dieppe, transformé dans les années 1820 en un nouvel établissement luxueux où la duchesse de Berry lance la vogue des bains par ses séjours tous les étés, de 1824 à 1829. Le Croisic est la première station balnéaire de la presqu'île guérandaise. Elle accueille dès 1819 ses premiers visiteurs, attirés par les possibilités de balnéothérapie, d'abord sur sa plage Saint-Goustan, puis celle de Port Lin. En 1827, La Rochelle lance à son tour son chantier, puis Cherbourg en 1829. La plage Valentin de Batz-sur-Mer se dote en 1845 d'un établissement d'hydrothérapie.
Plusieurs établissements protestants de bains de mer sont créés en France : le centre hinschien de Sète, créé par Coraly Hinsch en 1847, et le Lazaret, créé dans cette même ville en 1865 par l'église réformée, ou encore, le château du Grau-du-Roi, dans le Gard, conçu par le négociant Henri Leenhardt, qui accueille les colonies de vacances stéphanoises du pasteur Louis Comte.

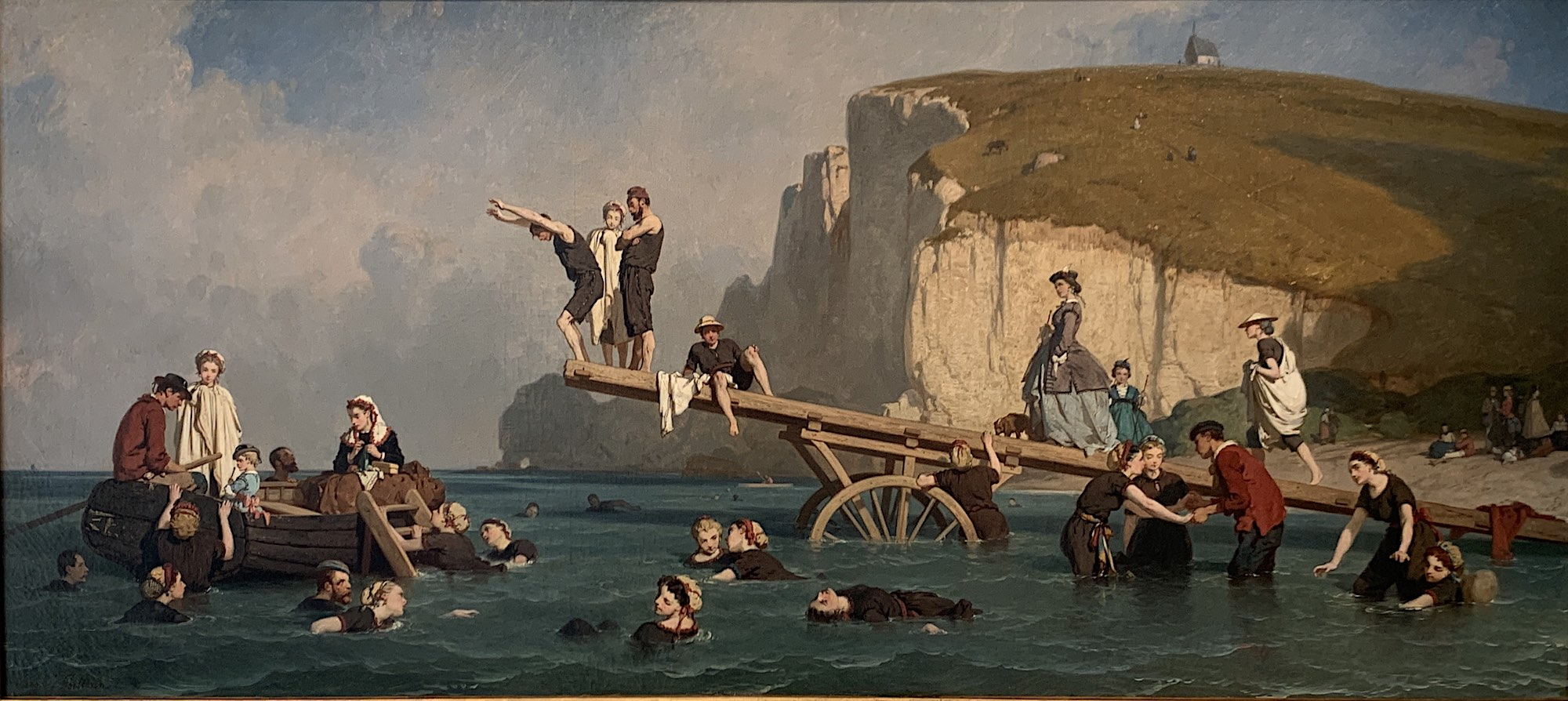
Eugène Le Poittevin, Bains de mer à Étretat, vers 1866.

Les femmes, en maillots six pièces, se changent à cette époque dans des cabines installées sur des charrettes tirées par des chevaux. Ces charrettes les amènent directement dans l'eau jusqu'à deux mètres de profondeur où elles descendent par des escaliers, soutenues par des « guides-jurés » (sortes de maître-nageurs en maillot une pièce assermentés pour ne pas attenter à leur pudeur) et surveillées par des censeurs. Ces guides plongent à plusieurs reprises les femmes de manière subite et de courte durée, c'est ce qu'on appelle le « bain à la lame ».
Avec le développement des transports ferroviaires puis automobiles, la mode des bains de mer se développe ensuite à la fin du XIXe siècle. Parallèlement, la plage cesse progressivement d’être un espace médical pour devenir un lieu de sociabilité et de distractions, les stations balnéaires implantant des casinos pour occuper les soirées de leur clientèle aristocratique. Cette tendance des bains de mer, renforcée tout au long du XXe siècle notamment grâce à l'apparition des congés payés, encourage la création de stations balnéaires sur la côte Atlantique (Biarritz) et en Manche (Le Touquet-Paris-Plage ou sur la plage de la Potinière à Carteret), parfois à l'emplacement d'anciens villages de pêcheurs (Audresselles, Wissant).

## Costumes de bain
- Liste de maillots de bain.